# Mehlinger Heide
Mehlinger Heide este o arie protejată (arie specială de conservare — SAC, sit de importanță comunitară — SCI, arie de protecție specială avifaunistică — SPA) din Germania întinsă pe o suprafață de 399 ha, integral pe uscat.

## Localizare
Centrul sitului Mehlinger Heide este situat la coordonatele 49°28′59″N 7°50′11″E / 49.4831°N 7.8364°E.

## Înființare
Situl Mehlinger Heide a fost declarat arie de protecție specială avifaunistică în ianuarie 2004 pentru a proteja 6 specii de animale. Alte tipuri de protecție:
- sit de importanță comunitară (în mai 2004)
- arie specială de conservare (în mai 2005)[1][3][4]

## Biodiversitate
Situată în ecoregiunea continentală, aria protejată conține 4 habitate naturale: Pajiști uscate europene, Formațiuni ierboase bogate în specii de Nardus, dezvoltate pe substraturi silicioase în zone montane (și în zone submontane, în Europa continentală), Fânețe de joasă altitudine (Alopecurus pratensis, Sanguisorba officinalis), Păduri de fag Luzulo-Fagetum.
La baza desemnării sitului se află mai multe specii protejate:
- păsări (5): caprimulg (Caprimulgus europaeus), capîntortură (Jynx torquilla), sfrâncioc roșiatic (Lanius collurio), ciocârlie de pădure (Lullula arborea), mărăcinar negru (Saxicola torquatus)
- nevertebrate (1): Euplagia quadripunctaria